# Double Hold'em
Le Double Hold'em est un jeu de cartes, variante de poker.

## Description du Jeu
Le Double Hold'em est sensiblement identique au traditionnel Texas hold'em à une variante près : le donneur (ou le croupier) ne forme pas une ligne, mais deux lignes de cinq cartes ouvertes. Il procède de la même façon que lors d'une partie de Texas classique en "brûlant" une carte avant le double-flop, puis une avant le double-turn, et enfin une avant la double-rivière.
Pour le reste, le joueur reçoit toujours deux cartes fermées avec lesquelles il va essayer d'avoir le meilleur jeu en utilisant 0, 1 ou 2 cartes de sa main, combinée(s) aux cinq cartes de la première ligne, puis aux cinq de la seconde.
Au Texas Hold'em classique, il est possible lors de certaines parties de cash games (argent réel) uniquement de passer en double flop. Quand deux joueurs (ou plus) sont tapis avant le flop, d'un accord commun ils peuvent décider de tirer deux flops (ainsi que turn et river). Le pot est donc partagé en deux, et une moitié retourne au vainqueur du coup avec les 5 premières cartes et la deuxième moitié revient à celui qui gagne après le tirage des 5 autres cartes. Cela permet de minimiser les chances de tout perdre, puisque seule la chance décide du sort des joueurs une fois qu'un tapis est engagé.

## Répartition du pot
Les tours d'enchères se succèdent, de la même manière qu'au Texas Hold'em classique, et lors de l'abattage (showdown), les règles sont les suivantes :
Chaque ligne compte pour la moitié du pot.
Les gains de chaque ligne sont indépendantes, et l'abattage se passe comme pour le hold'em classique.
Remarque : Si un joueur gagne les deux lignes, on dit qu'il fait une "scoop".